# Cambita Garabitos (kommunhuvudort)
Cambita Garabitos är en kommunhuvudort i Dominikanska republiken.   Den ligger i kommunen Cambita Garabitos och provinsen San Cristóbal, i den sydöstra delen av landet, 23 km väster om huvudstaden Santo Domingo. Cambita Garabitos ligger 182 meter över havet och antalet invånare är 13 382.
Terrängen runt Cambita Garabitos är huvudsakligen kuperad, men västerut är den bergig. Runt Cambita Garabitos är det tätbefolkat, med 530 invånare per kvadratkilometer. Närmaste större samhälle är San Cristóbal, 11,2 km öster om Cambita Garabitos. Omgivningarna runt Cambita Garabitos är en mosaik av jordbruksmark och naturlig växtlighet.